# 広島市立翠町中学校
広島市翠町中学校（ひろしましりつ みどりまちちゅうがっこう）は、広島県広島市南区翠四丁目にある公立中学校。

## 概要
歴史
1939年（昭和14年）「広島市立第三高等小学校」として創立された。当初は高等科のみを設置する旧制小学校であったが、その後国民学校に改編され、戦後の学制改革によって新制中学校となりその後現在の校名に改められた。
校区
- 広島市立皆実小学校区 - 比治山本町、皆実町一丁目～皆実町六丁目、翠一丁目
- 広島市立翠町小学校区 - 翠一丁目（3～12番）、翠二丁目～翠五丁目、西翠町、西旭町、旭三丁目
- 広島市立大河小学校区 - 段原南一丁目（26番、27番）、霞二丁目、東霞町（黄金山学区分を除く）、西霞町、出汐一丁目～出汐四丁目、旭一丁目、旭二丁目、山城町、北大河町（8番7号～21号、9～24番）、南大河町（1～17番、30～39番）

校訓
「強く 正しく 明るく 生き抜く人となれ」
校章
校章の真ん中に中という字がありその裏に羽のように三本の線が通っています　
校章は制服の上着のボタンにも描かれています
校歌
作詞は久保扶美、作曲は市場幸助による。歌詞は4番まであり、各番に校名の「翠中」が登場する。

## 沿革
- 1939年（昭和14年）4月15日 - 「広島市第三[3]高等小学校」が開校。
  - 高等小学校は尋常小学校（6年間）を卒業した12歳以上の児童が2年間から3年間通う学校（現在の中学1年から3年に相当）であった。
- 1941年（昭和16年）4月1日 - 国民学校令の施行により、「広島市第三[3]国民学校」に改称。
- 1947年（昭和22年）4月15日 - 学制改革（六・三制）により国民学校高等科が改組され、新制中学校「広島市立第三中学校」が発足。外林秀夫が初代校長に就任。
- 1949年（昭和24年）
  - 4月1日 - 「広島市立翠町中学校」（現校名）に改称。中島島小を外し、千田、皆実、大河、楠那の4学区となる。
  - 5月 - PTAを結成。
- 1951年（昭和26年）7月20日 - 校歌を制定。
- 1956年（昭和31年）9月 - モルタル校舎4教室が完成。
- 1959年（昭和34年）12月 - 体育館が完成。
- 1961年（昭和36年） - 鉄筋校舎（12教室）が完成。
- 1962年（昭和37年）11月 - 同窓会が結成される。
- 1964年（昭和39年）
  - 3月 - 技術校舎（4教室）と水泳プールが完成。
  - 4月1日 - 養護学級を設置。
- 1967年（昭和42年）2月 - 鉄筋校舎（6教室）が完成。
- 1971年（昭和46年）1月 - 鉄筋校舎（4階図書室と2教室）が完成。
- 1973年（昭和48年）8月3日 - 第1回第三国民学校慰霊祭を挙行。
- 1976年（昭和51年）4月1日 - 広島市立楠那中学校の新設に伴い、学区が再編成され、皆実･翠町･大河の3学区となる。
- 1981年（昭和56年）2月 - 夜間照明設備を設置。
- 1983年（昭和58年）3月 - 窯芸棟が完成。
- 1987年（昭和62年）3月 - 新プールが完成。
- 1991年（平成3年）4月1日 - 県立広島病院内に院内学級を設置。
- 1995年（平成7年）3月 - 武道場が完成。
- 1997年（平成9年）10月1日 - 学校給食を開始。
- 1998年（平成10年）3月 - 新屋内運動場が完成。

## 著名な出身者
- 山本一義 - 元プロ野球選手
- 長谷川和彦 - 映画監督
- 吉田拓郎 - シンガーソングライター
- 福本潤一 - 政治家
- 木村和司 - 元サッカー選手
- 無良隆志 - フィギュアスケート選手
- 野村弘樹 - 元プロ野球選手、野球評論家
- 吉田康弘 - 元サッカー選手
- 森島寛晃 - 元サッカー選手
- 米元小春 - バドミントン選手
- 池田勘汰 - 陸上選手
- 小竹彩花 - ラジオDJ、ラジオパーソナリティ、ローカルタレント

## 交通
最寄りの鉄道駅（電停）
- 広島電鉄（路面電車）県病院前停留場
- かつては近隣に国鉄宇品線の丹那駅が所在し校地の東側を宇品線が通っていた。

最寄りのバス停留所
- 広電バス 「県立広島大学」バス停
- 広電バス・さんようバス 「県立広島大学前（広島キャンパス）」バス停

最寄りの幹線道路
- 広島県道86号翠町仁保線

## 周辺
- 県立広島病院
- 県立広島大学広島キャンパス
- 広島市立翠町小学校
- 翠町児童館
- 広島市南消防署宇品出張所
- 宇品郵便局
- 中国自動車学校